# Fiscalité canadienne
On entend par fiscalité canadienne le régime de droit fiscal en vigueur au Canada et dans les provinces et territoires. Le système fiscal canadien se compose essentiellement d'un impôt sur le revenu des particuliers et des sociétés ainsi que des taxes à la consommation. En matière d'impôt sur le revenu, la principale loi fédérale est la Loi de l'impôt sur le revenu du Canada. En matière de taxes à la consommation, la principale loi est la Loi sur la taxe d'accise.
La perception des impôts et l'administration des lois fiscales fédérales est assurée par l'Agence du revenu du Canada, la principale agence du Ministère du Revenu National du Canada.
Les provinces et territoires ont également leur propre système fiscal. En matière d'impôt sur le revenu les lois fiscales provinciales renvoient pour l'essentiel à la loi fédérale et la perception des impôts est confiée à l'Agence du revenu du Canada. Le Québec est la seule province à s'être dotée d'une loi de l'impôt sur le revenu complète (la Loi sur les impôts) bien que calquée dans sa plus grande partie sur la loi fédérale. Le Québec perçoit également elle-même ses impôts et taxes, ainsi que la taxe fédérale (TPS). Les provinces de l'Ontario et de l'Alberta perçoivent cependant leur propre impôt sur le revenu des sociétés.

## Administration
Les impôts fédéraux sont collectés par l'Agence du revenu du Canada. En fonction des ententes sur la perception des impôts, l'ARC perçoit et reverse au profit des provinces :
- l'impôt sur le revenu provincial des personnes pour toutes les provinces (excepté le Québec) à travers un système unifié de déclaration de revenus
- les impôts sur le revenu provincial des sociétés pour toutes les provinces (excepté le Québec et l'Alberta)
- la portion de la taxe de vente harmonisée en excès de la taxe sur les produits et services qui revient à la province.

À l'inverse c'est l'Agence du Revenu du Québec qui collecte la taxe sur les produits et services au Québec pour le compte du gouvernement fédéral et qui la reverse à Ottawa.

## Impôt sur le revenu
Le gouvernement fédéral perçoit chaque année des impôts basé sur le revenu mondial des particuliers et des sociétés qui résident au Canada, ainsi que sur le revenu perçu au Canada des non-résidents. L'impôt fédéral sur le revenu fut institué en 1917 en vertu de la Loi de l'impôt de guerre sur le revenu, remplacée en 1948 par la Loi de l'impôt sur le revenu. Cet impôt représente la plus importante source du revenu du gouvernement fédéral et des gouvernements provinciaux.

## Taxes à la consommation
La taxe sur les produits et services, mieux connue par son acronyme (TPS), est une taxe sur la valeur ajoutée au taux de 5 %. Les provinces et territoires appliquent eux aussi une taxe à la consommation. Dans certaines provinces, comme le Québec, il s'agit d'une taxe sur la valeur ajoutée similaire à la TPS fédérale mais appliquée ensuite (surtaxe cachée). D'autres provinces lèvent toujours une simple taxe de vente.

## Taxes foncières
Au Canada les municipalités et les commissions scolaires lèvent généralement une taxe foncière sur les immeubles. Les municipalités et les commissions scolaires sont de juridiction provinciale, aussi ces taxes sont levées en vertu des lois provinciales.

## Sujets spéciaux

### Les personnes non résidentes et l'impôt sur le revenu
D'une façon générale, les personnes non résidentes qui gagnent un revenu de bien au Canada doivent payer un impôt de 25 % applicable sur le montant net des paiements qui leur sont faits. Il est prévu que le payeur canadien devra lui-même effectuer une retenue à la source sur ces paiements faits à des non-résidents. Ce taux peut être réduit en vertu des termes d'une convention fiscale internationale. Dans le cas des paiements de dividendes, il est maintenant prévu dans certains cas qu'aucun impôt ne sera retenu ni ne sera payable.
Outre les revenus de biens provenant du Canada, il y a trois situations qui obligent une personne non résidente à payer un impôt au Canada :
1. un salaire gagné au Canada ;
2. l'exploitation d'une entreprise au moyen d'un établissement stable ;
3. la disposition de certains bien dits « biens canadiens imposables ».

### Décès et succession
Il n'y a pas d'imposition sur les successions. Cependant au moment de son décès, le particulier est réputé avoir disposé de tous ses biens au prix du marché et la succession est alors susceptible de devoir payer un impôt sur le gain en capital réalisé.

### Exemptions
Certaines personnes ou entités sont exemptées d'impôts au Canada. Par exemple, les fonctionnaires étrangers travaillant au Canada, les administrations municipales, les syndicats, les organisations sans but lucratif et les sociétés de gestion de fonds de retraite. De même, le salaire découlant de la charge de Gouverneur général du Canada n'est pas imposable. Les organismes à but non lucratif sont également exempts d'impôt sur le revenu.

### Le pouvoir fédéral de dépenser
Dans son ouvrage politique, Subventions fédérales-provinciales et le pouvoir de dépenser du Parlement canadien, P.E. Trudeau soutient que le pouvoir de dépenser est une compétence du Parlement canadien au titre de laquelle celui-ci est autorisé à dépenser dans des domaines aux sujets desquels il n'a pas nécessairement le pouvoir de légiférer. D'autres auteurs ont examiné la source du pouvoir de dépenser. Le professeur F.R. Scott prend position en faveur d'une théorie fondée sur la prérogative royale de faire des dons. Pour sa part, le Barreau canadien maintient que ce pouvoir se fonde sur les articles 91(3) et 102 de la Loi constitutionnelle de 1867. Par ailleurs, dans son article Spending power, E.A. Driedger propose une théorie du pouvoir de dépenser fondée sur les articles 102 et 106 de la Loi Constitutionnelle de 1867, qu'il compare à l'article 81 de la Constitution australienne. Le pouvoir de dépenser fait l'objet de vives discussions puisqu'il n'est pas enchâssé dans la constitution. Une commission provinciale a même déclenché la notion de déséquilibre fiscal, ce qui contredit les fondements des pouvoirs fiscaux nécessaires pour permettre la concentration des ressources à redistribuer.

#### Autres références
1. 1 2